# Lipnica Dolna (województwo małopolskie)
Lipnica Dolna – wieś w Polsce położona w województwie małopolskim, w powiecie bocheńskim, w gminie Lipnica Murowana.
W latach 1975–1998 miejscowość administracyjnie należała do województwa tarnowskiego.

## Części wsi
| SIMC    | Nazwa            | Rodzaj    |
| ------- | ---------------- | --------- |
| 0821777 | Dominikówka      | część wsi |
| 0821783 | Grabie           | część wsi |
| 0821790 | Granice          | część wsi |
| 0821808 | Herody           | część wsi |
| 0821820 | Od Gosprzydowej  | część wsi |
| 1000255 | Osiedle Łokietka | część wsi |
| 0821837 | Pagórek          | część wsi |
| 0821843 | Podlesie         | część wsi |
| 0991982 | Przedmieście     | część wsi |
| 0996956 | Zamoście         | część wsi |
| 0821850 | Zawiśle          | część wsi |
| 0821814 | Nowe Miasto      | część wsi |

## Historia
Pod koniec XIX wieku w miejscowości mieszkało 1218 mieszkańców.
W czasie II wojny światowej w Lipnicy Dolnej działał 12 Pułk Piechoty regionalny oddział Armii Krajowej. Przeprowadził on 26 lipca 1944 roku Akcję Wiśnicz - atak na niemieckie więzienie, która była jedną z największych akcji uwolnienia więźniów przez polskie podziemie przeprowadzonej w czasie niemieckiej okupacji Polski  .
29 października 1944 roku Niemcy przeprowadzili pacyfikację wsi wraz z pacyfikacjami okolicznych miejscowości – Lipnicy Murowanej oraz Lipnicy Górnej. Wzięło w niej udział wojsko, policja oraz kolaborujące z niemieckimi nazistami jednostki „własowców”.

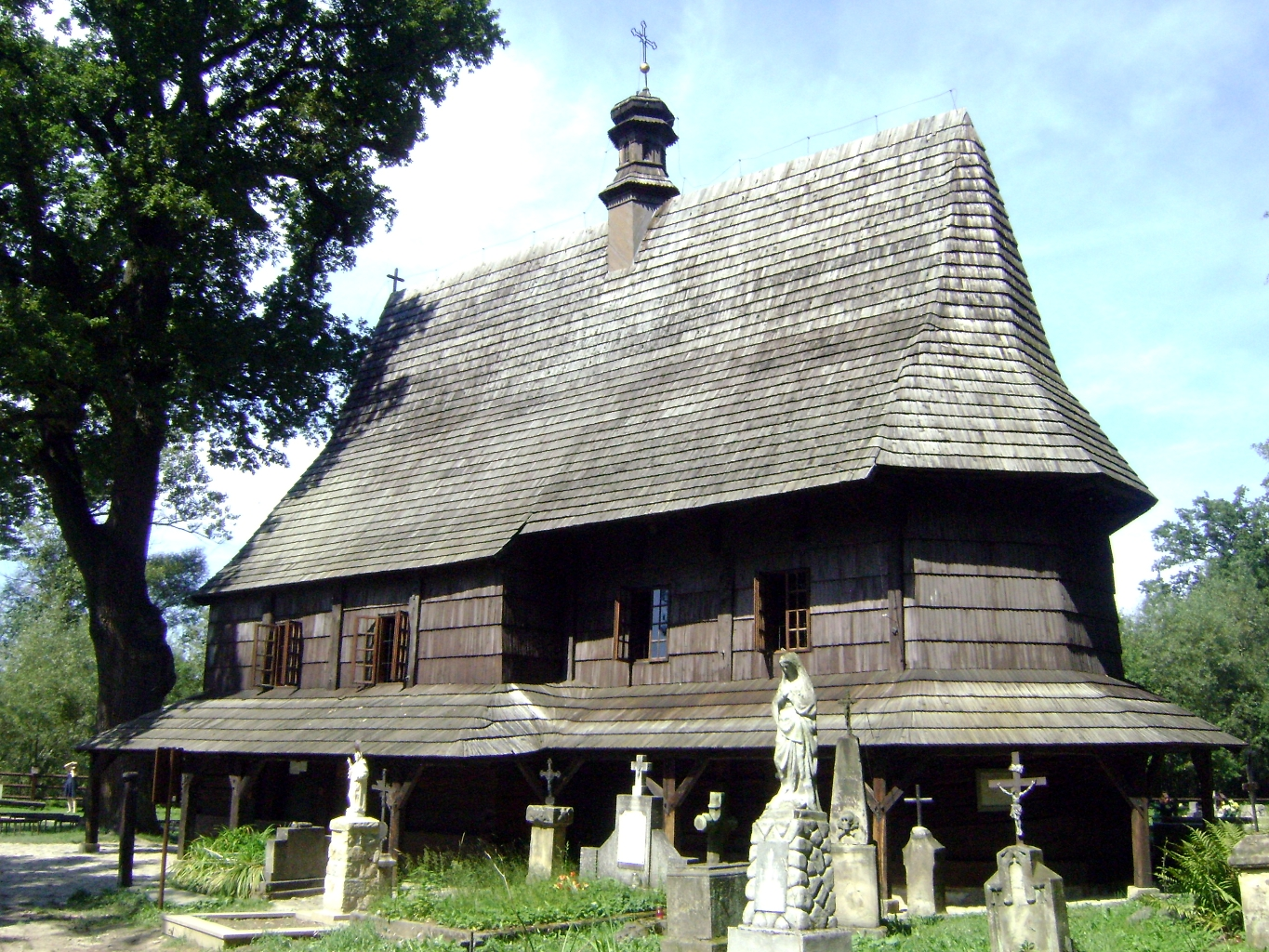
Kościół św. Leonarda

## Zabytki
Obiekt wpisany do rejestru zabytków nieruchomych województwa małopolskiego.
- Kościół cmentarny pw. św. Leonarda z XV wieku – wpisany na listę światowego dziedzictwa UNESCO – z najbliższym otoczeniem w obrębie cmentarza, w tym z cmentarzem wojennym z I Wojny Światowej.

### Inne
- Dwór Ledóchowskich – murowany, późnoklasycystyczny z ok. 1830 roku[11].

## Osoby związane z miejscowością
- Józef Wieciech – partyzant, oficer Armii Krajowej i Wojska Polskiego, dowódca akcji Wiśnicz jednej z największych akcji odbicia więźniów w czasie niemieckiej okupacji[8][7] [9] .